# Zündapp
Zündapp (Цюндапп, сокращение от «Zünder und Apparatebau G.m.b.H» — «Общество по производству детонаторов и приборов») — немецкая компания, основанная Фрицем Ноймайером в Нюрнберге в 1917 году как производитель детонаторов и артиллерийских снарядов.
В 1919 году, так как спрос на боеприпасы после Первой мировой войны снизился, компания начала производить мотоциклы.
Свою продукцию в годы Второй мировой войны поставлял Вермахту, как например Zündapp KS 750 — мотоцикл с коляской. 
После войны фирма стала также выпускать швейные машинки под названием Zündapp Elcona.
Их копии выпускались в Советском Союзе, под названиями «Волга», «Ржев» и «Тула».
В 1958 году деятельность завода в Нюрнберге полностью перенесена на новый завод в Мюнхене. Компания обанкротилась в 1984 году, после чего её имущество было выкуплено правительством КНР за 16 млн западногерманских марок (около 8 млн евро), после чего полностью демонтировано китайскими рабочими и вывезено в китайский город Тяньцзинь, где вновь смонтировано, став основой мотоциклетной компании Tianjin Motorcycle Co.

## Продукция компании

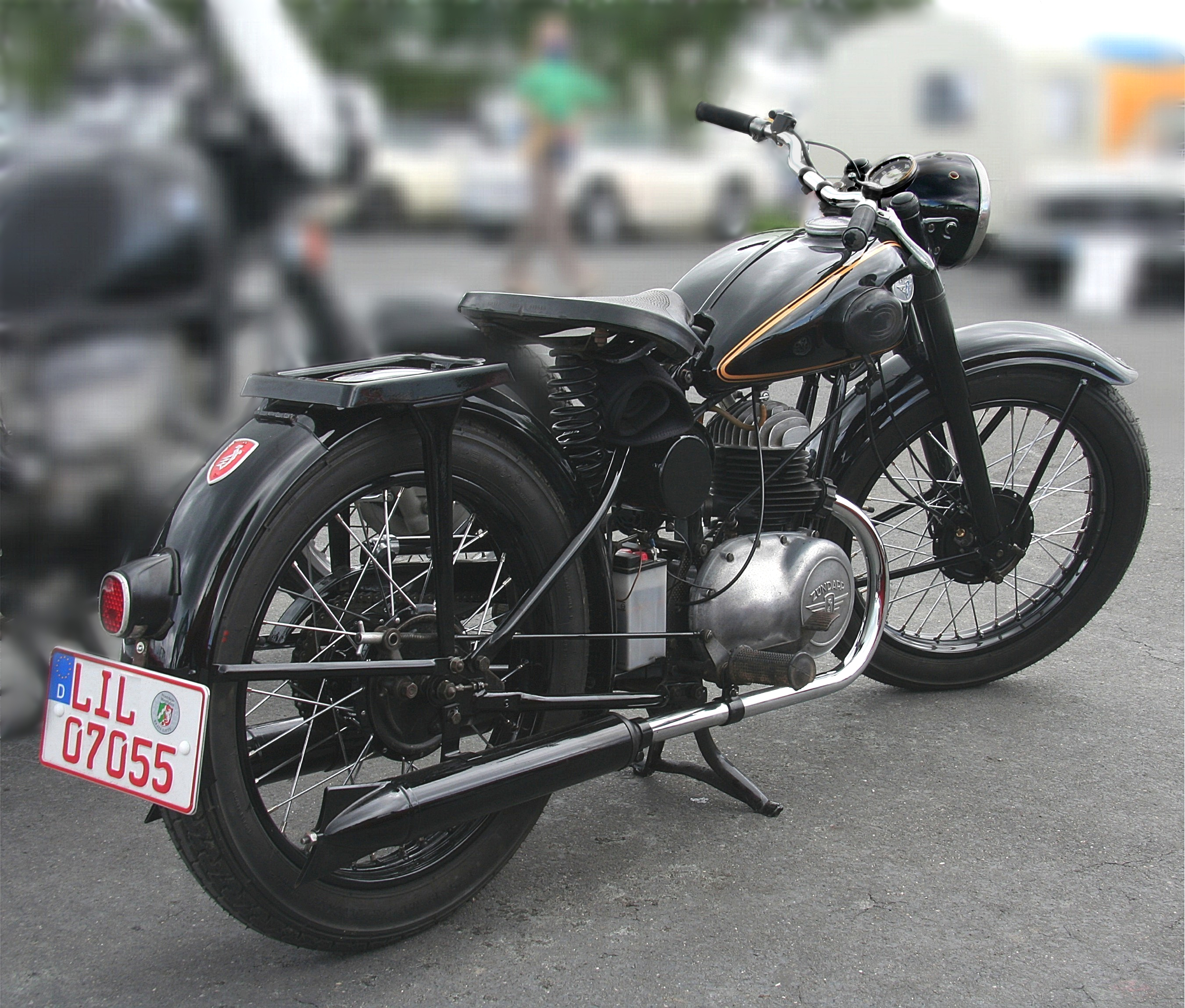
Модель DB201, изготовленная в 1951 году
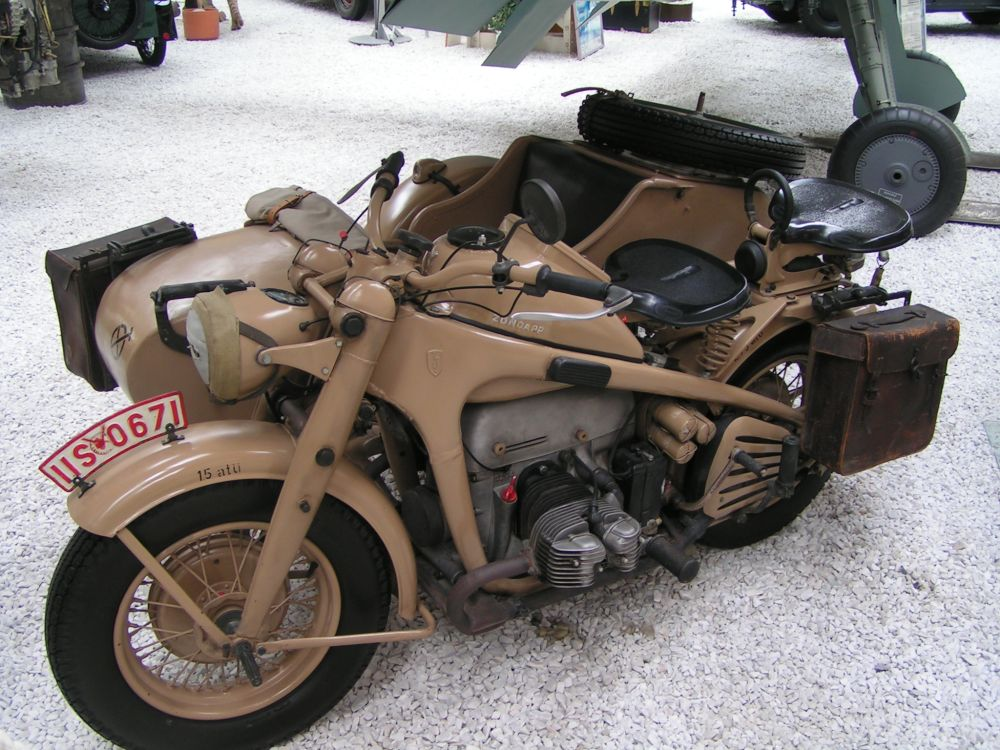
Zündapp KS 750 поставлялся Вермахту
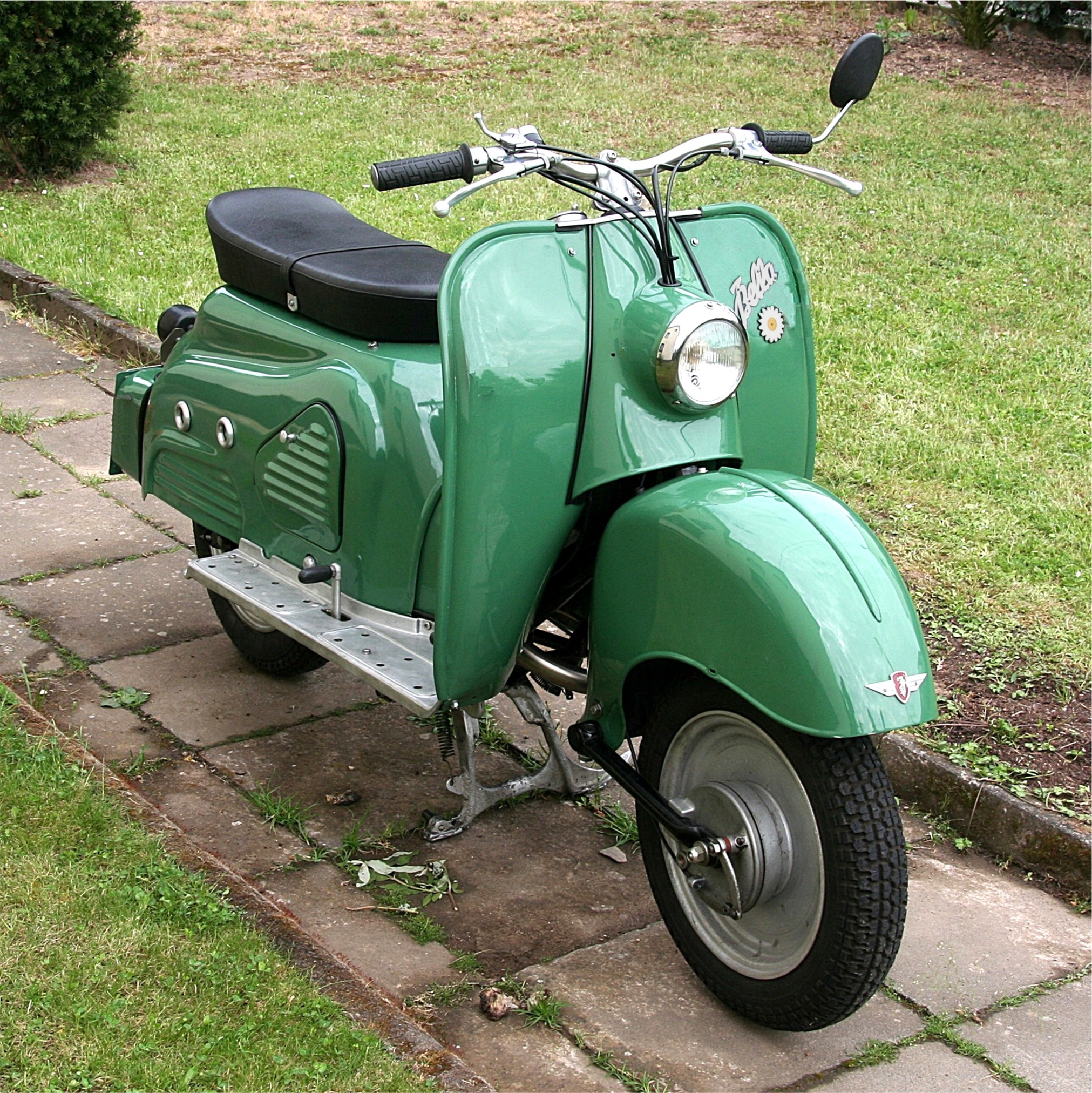
Мотороллер Zündapp Bella R 154, 1958 года выпуска
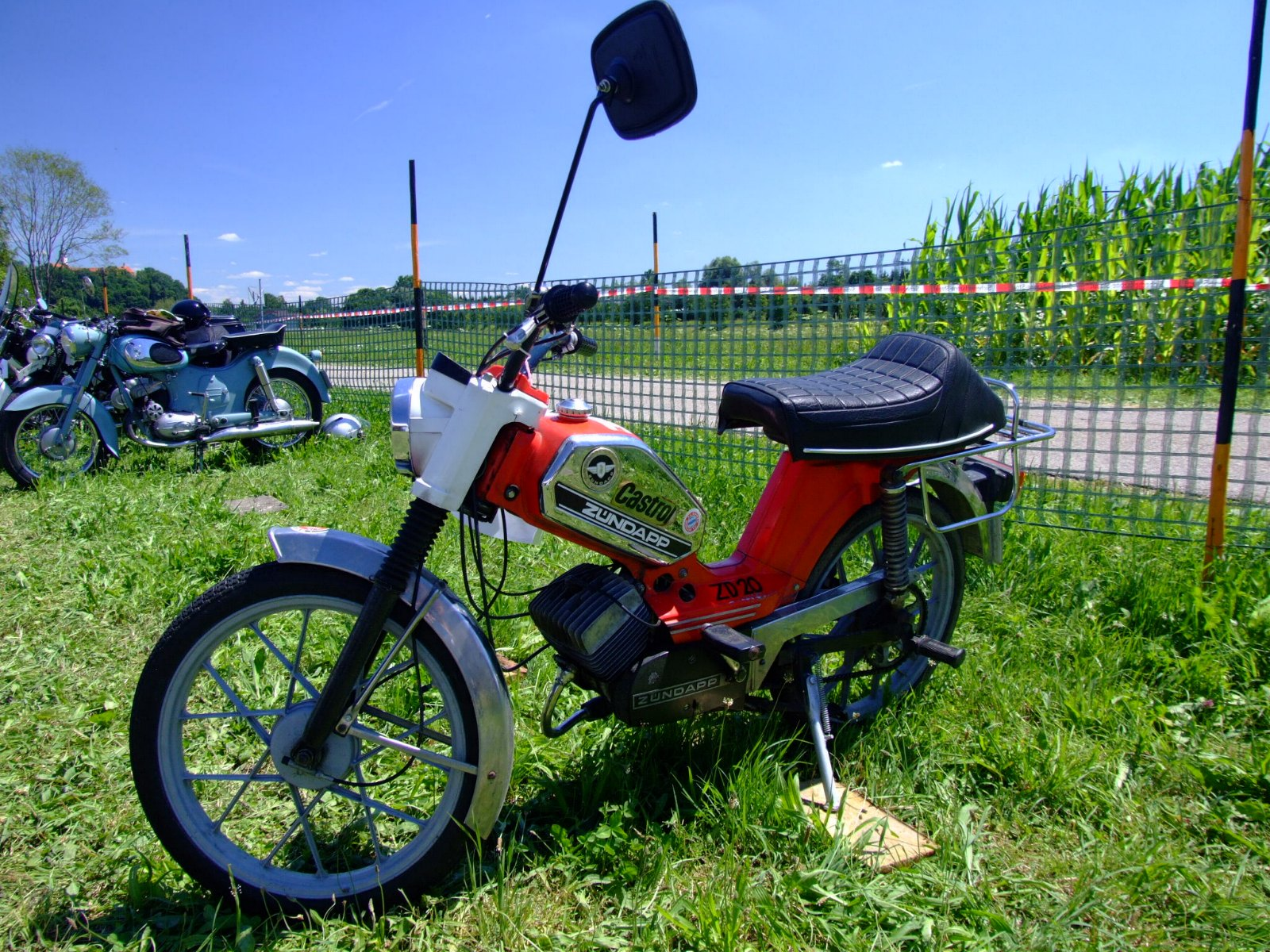
Мопед Zündapp ZD20, 1977 года выпуска
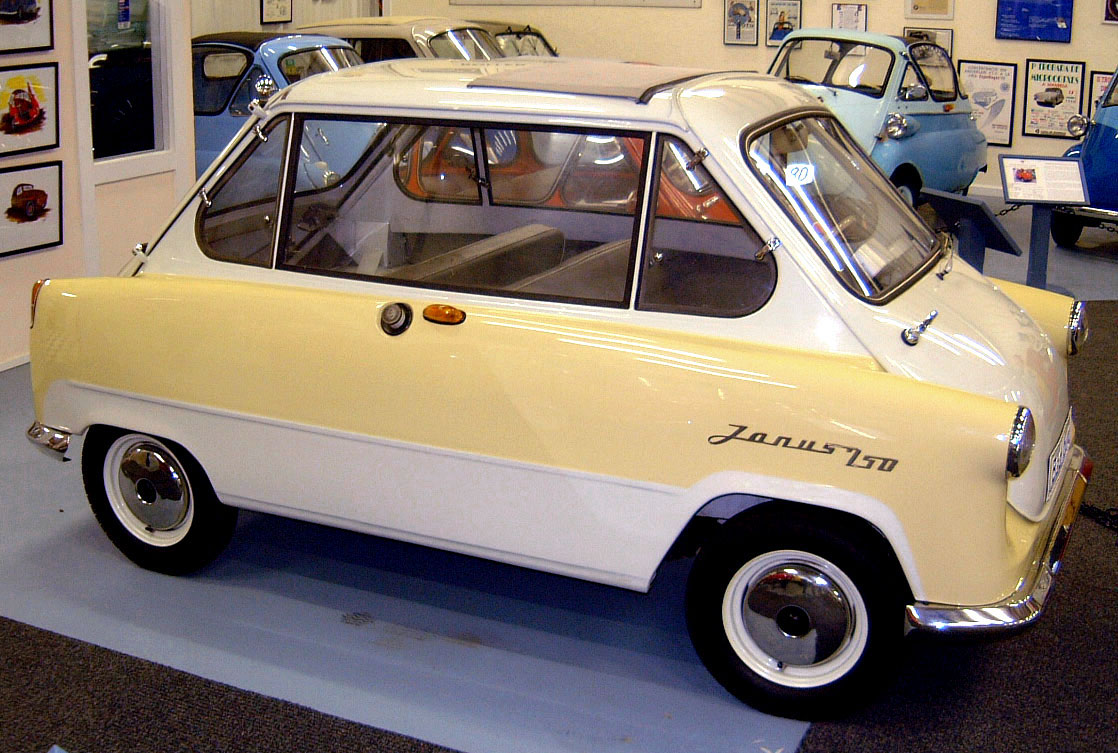
Автомобиль Zündapp Janus
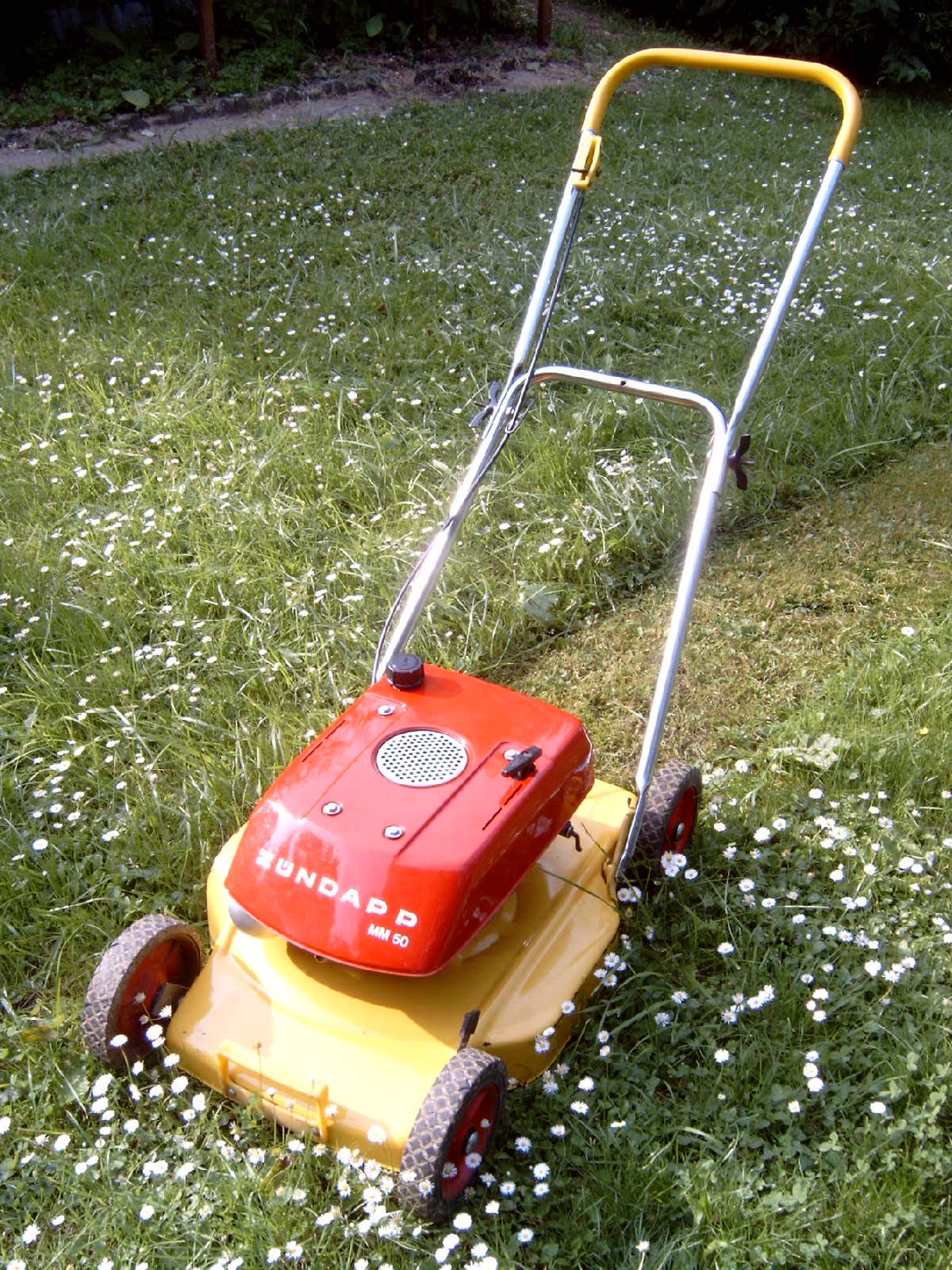
Газонокосилка Zündapp MM 50
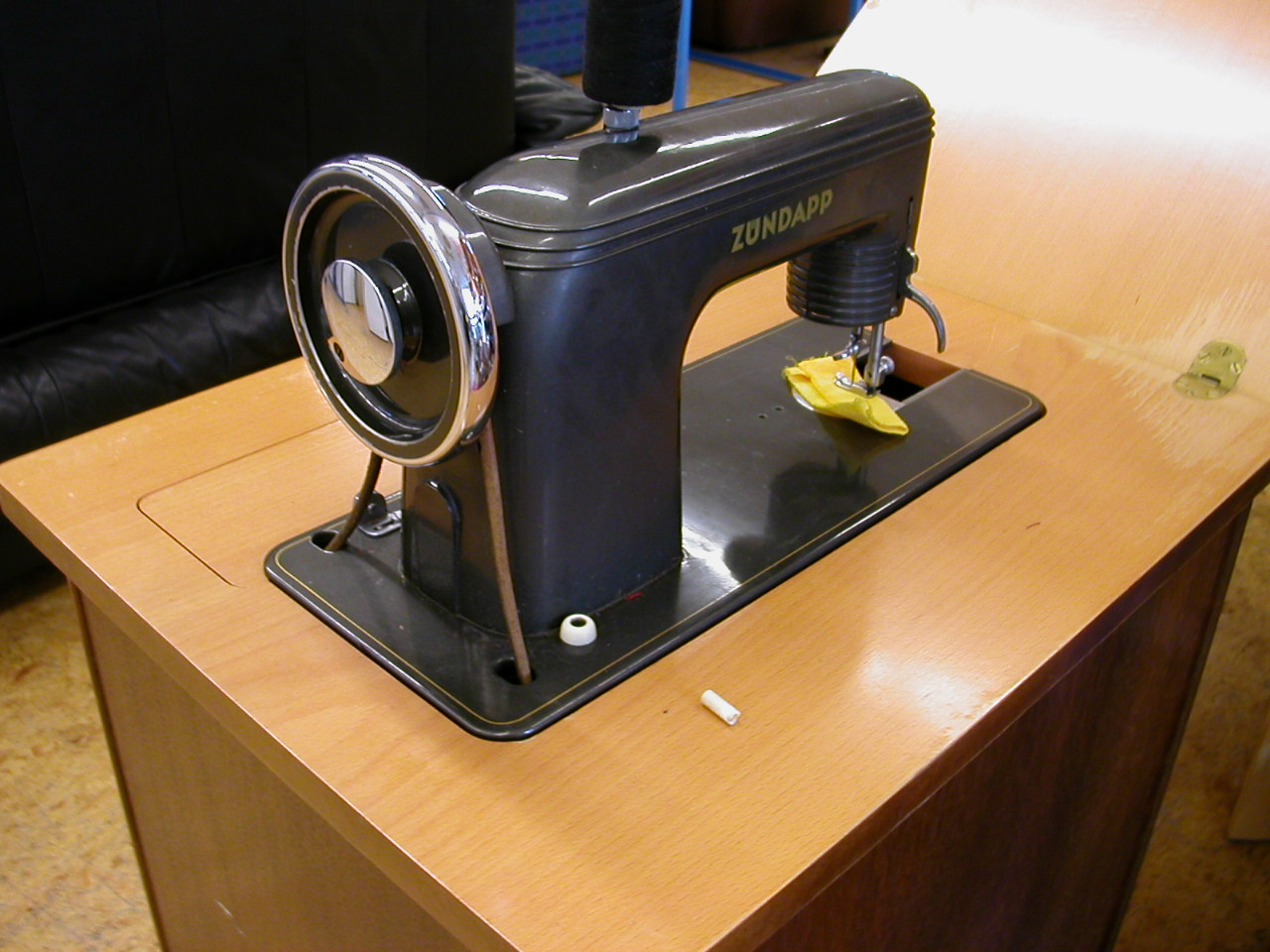
Швейная машина Zündapp Elcona